# Savska Ves
Savska Ves (mađarski Százkő) je naselje u Republici Hrvatskoj, u sastavu Grada Čakovca, Međimurska županija.
Naselje je smješteno tik uz južni dio grada, a od centra je udaljeno oko dva kilometra. Pokraj Savske Vesi nalazi se Strahoninec, koji je zasebna općina. 

## Stanovništvo
Prema popisu stanovništva iz 2001. godine, naselje je imalo 1238 stanovnika te 390 obiteljskih kućanstava.
| broj stanovnika | 219   | 255   | 307   | 342   | 406   | 446   | 493   | 598   | 709   | 737   | 840   | 905   | 1065  | 1238  | 1238  | 1217  | 1165  |
|                 | 1857. | 1869. | 1880. | 1890. | 1900. | 1910. | 1921. | 1931. | 1948. | 1953. | 1961. | 1971. | 1981. | 1991. | 2001. | 2011. | 2021. |